# Sutu lahe
Sutu lahe este o arie protejată (arie specială de conservare — SAC, sit de importanță comunitară — SCI, arie de protecție specială avifaunistică — SPA) din Estonia întinsă pe o suprafață de 2.151,8 ha, integral pe uscat.

## Localizare
Centrul sitului Sutu lahe este situat la coordonatele 58°14′20″N 22°43′40″E / 58.239°N 22.7277°E.

## Înființare
Situl Sutu lahe a fost declarat sit de importanță comunitară în aprilie 2004 pentru a proteja 8 specii de animale. Alte tipuri de protecție:
- arie de protecție specială avifaunistică (în aprilie 2004)[2]
- arie specială de conservare (în mai 2007)[1][3][4]

## Biodiversitate
Situată în ecoregiunile boreală și marină baltică, aria protejată conține 13 habitate naturale: Terase mlăștinoase și terase nisipoase neacoperite de apă la reflux, Lagune de coastă, Golfuri mici largi și golfuri puțin adânci, Vegetație perenă pe țărmurile stâncoase, Salicornia și alte specii anuale care populează regiunile mlăștinoase și nisipoase, Insulițe și insule mici din Baltica boreală, Pășuni de coastă din Baltica boreală, Pajiști uscate seminaturale și facies de acoperire cu tufișuri pe substraturi calcaroase (Festuco-Brometalia) (* situri importante pentru orhidee), Pajiști fino-scandinave uscate până la mezice, bogate în specii de altitudine mică, Alvar nordic și șisturi calcaroase precambriene, Pajiști din zone de pădure fino-scandinave, Mlaștini alcaline, Păduri caducifoliate de mlaștină fino-scandinave.
La baza desemnării sitului se află mai multe specii protejate de  păsări (8): rață pestriță (Anas strepera), gâscă cenușie (Anser anser), Branta leucopsis, Bucephala clangula, Clangula hyemalis, lebădă de vară (Cygnus olor), chiră de baltă (Sterna hirundo), fluierarul cu picioare roșii (Tringa totanus).
Pe lângă speciile protejate, pe teritoriul sitului au mai fost identificate 3 specii de păsări.